# Hadabat al-Jilf al-Kabir
Hadabat al-Jilf al-Kabir är en platå i Egypten.   Den ligger i guvernementet al-Wadi al-Jadid, i den sydvästra delen av landet, 900 km sydväst om huvudstaden Kairo. Arean är 7 700 kvadratkilometer.